# 印度製藥產業
估計印度製藥產業（英語：pharmaceutical industry in India）在2023-24財政年度的產值已達500億美元，並預計在2030年將成長至1,300億美元。根據出口數量計算，印度是全球最大的通用名藥物（學名藥）供應國，佔全球藥品出口總額的20%。印度同時也是全球最大的疫苗供應國，該國的疫苗產量佔全球總量的60%以上。印度生產的藥品銷往多個受嚴格監管的市場，包括美國、英國、歐盟和加拿大。
依據印度財政部提出的2023年聯邦預算，印度國內製藥市場的營業額估計已達410億美元。而根據印度藥品出口促進委員會（Pharmexcil）的數據，印度在2022-23財政年度的藥品出口收入為253億美元。印度在藥品和相關產品的出口價值在全球排名第3。
印度主要的製藥產業中心（從印度西北開始，以逆時針方向排列）有：巴羅達(古吉拉特邦)、亞美達巴德（古吉拉特邦）、安格萊什沃爾（古吉拉特邦）、瓦皮（古吉拉特邦）、巴德迪（喜馬偕爾邦）、帕奧恩塔薩希布（喜馬偕爾邦）、錫金邦、加爾各答（西孟加拉邦）、維沙卡帕特南（安德拉邦）、海德拉巴（泰倫加納邦）、班加羅爾（卡納塔卡邦）、清奈（坦米爾那都邦）、馬爾加奧（果亞邦）、新孟買（馬哈拉什特拉邦）、孟買（馬哈拉什特拉邦）、浦那（馬哈拉什特拉邦）、奧蘭加巴德（馬哈拉什特拉邦）和皮塔姆普爾（中央邦）。

## 概述
印度製藥產業於2023年的產值，位居全球第13位，若以生產數量衡量，則為全球第3大。印度藥業能生產超過6萬種，涵蓋60種不同治療領域的學名藥。印度在2022-23財政年度的藥品出口收入達到253億美元。目前印度在全球市場有重要的市場佔比，並享有"世界藥房"的美譽。印度是全球最大的學名藥供應國。全球超過半數的疫苗產自印度。美國的學名藥需求中有40%由印度供應。印度在全球藥品市場中憑藉其創新研發的學名藥和[有效成分|原料藥]]（API），已建立起重要的地位。在美國700至800億美元的學名藥市場中，印度的約有30%的佔比，而在價值上則僅佔10%。學名藥是印度製藥產業最重要的產品組成，雖然該國在其他藥品也有斬獲。此外，印度還供應英國全國藥品需求的25%。
截至2023年，印度擁有約670家獲得美國食品藥品管理局（FDA）批准的製藥廠，數量居美國以外所有國家之冠。

## 產業部門發展

### 政府介入
1986年，印度政府在科技部之下設立生物技術部。此後，中央政府與各邦紛紛推出多項措施，以促進此產業的成長。印度科技部推動一項計畫，以為生物技術新創公司和尋求擴張的企業提供稅收減免和資金補助，並成立印度生物技術園區協會，目標是在2010年前扶植出10個生物技術園區。此外，經由該部的倡議，動物試驗的範圍也從原先僅限於小型齧齒目動物擴大至大型動物。各邦之間也展開競爭，吸引生物技術產業進駐，提供的優惠包括免除增值稅等費用、專利申請財務協助，以及在投資、土地和公共事業等各方面的補貼。
印度政府自1960年代初起便開始鼓勵國內企業發展藥品製造，並於1970年頒佈《專利法（Patents Act, 1970）》。針對國家生物技術發展策略草案中，對於部分受過教育的求職者中，但專業技能不足的問題，政府也著手處理。草案提議成立一個國家工作小組，與生物技術產業合作，修訂生命科學和生物技術領域的大學與研究所課程。此外策略也明確表示，將把生物技術部門每年頒發的博士獎學金名額增加到200個。這些人力資源將參考美國的做法，透過一個名為"生物教育網絡"（Bio-Edu-Grid）的平台進一步整合，將學術界、科學界和產業界的資源串連。
生物技術產業在尋求發展的道路上，遭遇數項重大挑戰。首先碰到的就是資金不足的問題，這對新創公司而言尤其嚴峻。主要的資金來源不外乎政府補助和風險投資，然而風險投資在印度仍在萌芽階段，而政府補助申請不易，加上生物技術研究成本高昂且充滿不確定性，使得風險投資人對於尚未開發出，且具備商業價值的產品的公司，往往會裹足不前。

### 研發、產品開發和高價值生產的獎勵措施
印度政府為鼓勵國內藥品生產，推出一種"績效連動獎勵（PLI）"計畫，預計在2020-21年度至2028-29年度間撥款20億美元（15,000億盧比）的政府獎勵。目的為降低該國對進口的依賴，扶持國內製造商，促進產品多樣化和創新，特別是針對體外醫療器械和細胞治療、基因治療等新興技術領域的複雜高科技產品的開發，同時創造就業機會，並為消費者生產更多價格實惠的藥品。預期目標是在2022-23年度至2027-28年度之間，實現40億美元（29,400億盧比）的擴增銷售額，以及27億美元（19,600 億盧比）的擴增出口額。

### 原料藥生產
印度於2017年中印軍隊洞朗對峙事件後，為擺脫對中國原料藥的依賴，並推動印度自力更生政策，印度科學與工業研究委員會（CSIR）於2021年7月啟動一印度製造計畫，與印度的煤碳及石油產業合作，目標是實現56種優先基本藥品所需原料藥成分的製造。在2016-17年度，中國是印度最大的原料要供應國，佔印度原料藥需求總量的66%，價值高達24億美元（18,000億盧比）。德國、美國、義大利和新加坡也是印度重要的原料藥供應國。
印度在2023-24財政年度的原料藥和中間體的整體進口額達到37,721.88億盧比，較上一財政年度的36,229.15億盧比增長4.12%。
根據印度商業情報和統計局 (Directorate General of Commercial Intelligence and Statistics，DGCI&S) 的數據，該國於2023-24財政年度從中國的進口額為27,055.22億盧比，高於上一財政年度的25,550.91億盧比，增長幅度為5.89%。印度在該財政年度，從中國的進口額幾乎佔印度原料藥整體進口額的71.72%。DGCI&S以及印度藥品部 (DoP) 的數據顯示於過去5年，中國在印度原料藥和中間體整體進口中的佔比呈現增長趨勢，從2019-20財政年度的68.02%增長至目前的71.72%。

### 外國投資
根據印度2020年綜合外國直接投資政策（Consolidated FDI Policy），在綠地（新建）專案的製藥項目，允許高達100%的外國直接投資，無需事先獲得印度藥品部（DoP）的批准。在棕地（現有）專案中，外資佔比超過74%的，需要投資者依照FDI政策規定的條件，事先向藥品部取得批准。
此外，醫療器材製造業，無論是新設的綠地專案或是既有的棕地專案，皆允許高達100%的外國直接投資，且無需藥品部的批准。
申請藥品部核准的外國直接投資項目，通常需要10到12週的時間，具體時程取決於投資者提交文件的完整性，若文件不齊全，則審批時間可能會延長。

### 製藥與生物製藥間的關係
印度生物製藥產業在2009-10財政年度，較前一年度成長17%，總營收達到1,370億盧比（約18億美元）。其中，生物製藥廠貢獻最大，佔產業整體成長的60%，營收為8,829億盧比，其次是生物服務（2,639億盧比）和生物農業（1,936億盧比）。印度企業憑藉其在藥品生產中逆向工程方面的專業能力，成功在國內外市場開創獨特優勢，也成為印度此產業的重要競爭力。
印度生物技術和製藥產業與其他國家不同的是兩者間的界線劃分較為清晰，且生物技術在整體經濟中所佔的比重遠不及製藥業。印度於2003年在全球410億美元的生物技術市場中僅佔2%，但在亞太地區的生物技術公司數量中排名第3，在全球則排名第13。然而印度生物技術產業進入2004-05年度後營收成長顯著，達到11億美元，成長率為37%。印度生物技術市場以生物製藥為主要驅動力，在2004-05年度，76%的營收來自生物製藥，此領域在前一年的成長率有30%。在生物製藥的營收中，疫苗銷售額領先，佔比高達47%。由於生物製藥和大型分子藥品的價格通常高於小分子藥品，印度期望能隨著藥品專利到期，以及國內企業製造能力提升，在生物相似藥和合約製造市場中取得領導地位。
印度生物技術產業以小型公司為主，僅有兩家公司的營收突破1億美元。最新統計顯示印度註冊的生物技術公司共有265家，其中超過92%是在過去5年內成立的新創企業。這些公司的設立時間較短，但產業在地理分布上呈現高度集中的狀態，財務結構上也呈現明顯的整合。將近30%的生物技術公司集中在班加羅爾及其周邊地區，而在市場佔比方面，前10大公司就佔有47%。值得注意的是，前5大公司皆為印度本土企業。在生物製藥領域，印度本土公司佔據主要的地位，其市場佔比高達72%。此外，即使將整個生物技術產業納入考量，印度公司也佔據超過一半的市場份額（52%）。生物技術主導型企業協會（Association of Biotechnology-Led Enterprises，ABLE）的目標是希望在2009年將產業營收提升至50億美元，並創造100萬個就業機會，而印度工業聯合會（CII）提供的的數據似乎也支持這個目標的可行性。

### 與美國比較
印度生物技術產業在諸多方面都與美國呈現相似之處。兩國的產業都充滿小型新創公司，但市場的大部分仍由少數幾家大型企業所主導。此外，由於這些新創公司在短期內難以實現商業盈利，全仰賴政府補助和創業投資（也稱風險投資）作為主要的資金來源。不僅如此，印度和美國的製藥公司都看好生物技術的發展潛力，紛紛投資已成立的新創企業或是親自投入這個領域。

## 研究與產品開發

### 產品開發
印度企業為適應新的市場環境，也開始調整其產品開發策略。這些公司透過研究專利藥品的成分和製程，以開發學名藥加入競爭，成功打入全球市場。由於新的專利制度並未對這種方法產生限制，預計未來將會有越來越多業者採用這種做法。然而，部分有實力的公司已將目標設定在更具挑戰性的新分子探索上。縱然初期投入龐大，但潛在的高利潤以及在全球產業中取得合法競爭地位的前景，也吸引這些企業。為此，印度本土企業正逐步增加在研發計畫的投資，或透過結盟來拓展相關機會。印度政府為進一步鼓勵研發活動，正計劃推行一項類似於績效連動獎勵計畫的"研究連結獎勵（RLI）"計畫，以促進新型醫藥產品的開發。

### 專利
印度總理英迪拉·甘地於1970年頒佈法律，禁止醫藥產品取得專利。然而包括印度在內的162個國家在1994年共同簽署《與貿易有關的智慧財產權協定》（TRIPS），協定要求所有發明，包括藥品，都必須授予專利。TRIPS給予印度等開發中國家有10年的執行緩衝期。
印度在簽署TRIPS協定中爭取到一項重要的權利：在政府認定專利權人未能維護公眾健康利益時，可授權其他業者強制生產藥品（強制許可，compulsory licenses ，CLs）。印度於2012年就曾運用這項權利，允許Natco製藥生產癌症治療藥品索拉非尼。到2005年，印度的新專利法加入第3(d)節條款，明確規定若藥品未能展現出"提升該物質已知的療效"，則無法授予專利。
印度智慧財產權保護在2005年1月1日迎來重大變革。當天生效的專利法修正案，是自1972年以來印度首次重新承認產品專利。這項立法是為遵守世界貿易組織（WTO）的《與貿易有關的智慧財產權協定》（TRIPS）所設定的期限。TRIPS協定要求各成員國對產品和方法都提供為期20年的專利保護。根據新的印度專利法，印度不僅需要承認未來的新專利，也必須承認所有在1995年1月1日之後提出的專利申請。
為保障開發中國家廣大人口的公共衛生權益，確保藥品的可負擔性和可及性，《與貿易有關的智慧財產權協定》於2005年12月進行修訂，納入相關的具體保障措施。然而，這些修正案在獲得3分之2成員國的批准後，才終於在2017年1月正式生效。在印度國內市場，新的專利法規促成明顯的市場區隔：跨國公司憑藉其新取得的專利保護，將重心轉向僅佔市場一小部分（12%）的高端專利藥品。印度本土製藥企業看到在國內以及其他開發中國家市場的機會（這些市場對價格較為敏感，因此印度藥企憑藉其生產低成本學名藥的優勢，積極拓展在半城鄉和農村地區的市場份額）、利用現有的產品組合，針對這些市場的特定需求進行調整和推廣、加強研發能力及拓展國際市場（如獲得國際藥品監管機構（如美國FDA和歐洲藥品管理局（EMA））的認證，以進入發達國家市場，並與國際藥企建立合作夥伴關係，進行產品的共同開發和市場推廣。
進行海外併購，以擴大其全球足跡和產品組合，而持續擴充產業規模。

## 公司類型
印度製藥產業主要由5個關鍵領域構成：委託開發製造商（CRAMS）、原料藥生產商（APIs）、生產製劑公司、研發和生產生物製藥及生物相似藥的公司，以及疫苗生產公司。這些不同領域內均有有許多公司。

### 製劑生產
印度在全球製藥領域以生產高品質學名藥而知名。印度的大多數主要製藥企業都致力於學名藥的生產與出口，並在全球學名藥領域中佔領先地位。其中太陽製藥（Sun Pharma）不僅是印度國內最大的製藥公司，更是全球第4大特殊學名藥廠。另一家重要的印度藥廠Cipla（西普拉有限公司）則因率先製造並向開發中國家供應低價學名愛滋病治療藥品而備受肯定。以處方藥銷售額計，魯賓製藥在2021年是印度第3大製藥公司。

### 原料藥生產
印度原料藥於2021年的產值已達118億美元，並預計在2027年前將以12.24%的複合年增長率持續擴張。印度有多家企業投入原料藥的生產。其中的迪維氏實驗室是全球最大的通用名藥品原料供應商之一，其生產的此類原料超過10種。另一家重要的供應商是魯拉斯實驗室，它為全球前10大通用名藥廠中的9家提供原料，尤其是在抗反轉錄病毒藥物、循環系統藥品和腫瘤學藥品所需的原料方面處於領先地位。隸屬於Piramal集團的Piramal藥廠（Piramal Pharma）則專注於開發和製造肽類原料藥。

### 委託開發製造商
印度的委託開發製造商 (CRAMS)產業正展現蓬勃的發展態勢。眾多印度企業提供多元的CRAMS服務，其中亦涵蓋合約開發與製造（CDMO）的範疇。印度大多數的CRAMS公司和合約製造組織（CMO）主要聚焦於小分子藥品領域。然而，魯拉斯實驗室則在生物製藥和發酵CDMO服務方面有所專長。迪維氏實驗室更是贏得全球前10大跨國製藥公司中6家的CDMO業務。此外，Biocon的子公司Syngene提供包括小分子原料藥和生物製藥在內的CRAMS服務。Piramal製藥則透過其對Yapan Bio的投資，積極佈局生物製藥CDMO服務，其服務範圍涵蓋疫苗、基因治療和單株抗體等多個領域。Suven製藥（Suven Pharmaceuticals）提供貫穿整個CDMO價值鏈的整合服務，範圍涵蓋中間體及原料藥相關的CDMO業務。Suven製藥亦是印度排名前5名的CDMO企業，專門向創新藥公司供應高品質的中間體。

### 生物製藥和生物相似藥生產/研發
雖然印度截至2021年在全球生物製藥市場中僅有8%的佔比，但其國內的生物相似藥市場預計將在2030年達到350億美元的規模，展現出巨大的成長潛力。Biocon是印度規模最大且業務完全整合的生物製藥公司，在該領域居於領先地位。其子公司Biocon Biologics生產的甘精胰島素（商品名稱Semglee）在2021年獲得FDA核准，這是首個可互換的生物相似性甘精胰島素。Biocon的另一家子公司Biocon Sdn Bhd在馬來西亞投入3億美元，建立亞洲規模最大的整合性胰島素生產與研發中心。太陽製藥則明確表示，將積極尋找在2026-27年度專利到期的第三波生物製藥領域的發展機會。此外，另一家印度大型製藥業Intas製藥則在全球生物相似性單株抗體市場中佔有重要的地位。

### 疫苗生產/研發
印度在疫苗生產這塊領域穩居全球之最，它早在2021年就已成為全球最大的疫苗製造基地。同年的世界衛生組織（WHO）發佈的數據顯示印度在全球疫苗市場中的佔比超過40%。印度血清研究所（SII）更是以其驚人的產量，成為全球首屈一指的疫苗製造商。由該研究所生產的Covishield，即AZ疫苗（COVID-19疫苗），是印度國內接種數量最多的此類疫苗。此外，印度血清研究所還與麻薩諸塞大學陳醫學學院的MassBiologics合作，攜手開發出Rabishield，這是一種開創性的人類狂犬病單株抗體。巴拉特生物技術公司與印度醫學研究委員會（ICMR）旗下的國家病毒學研究所（NIV）合作，成功研發出名為科瓦克辛Covaxin），這不僅是印度第一支自主研發的COVID-19疫苗，更代表印度在疫苗研發領域的重要突破。此外，巴拉特生物技術公司也是全球最早投入茲卡病毒和屈公病病毒疫苗開發的先驅企業之一。另一家印度製藥公司 Zydus生命科學則開發出全球首創的人類DNA COVID-19疫苗，這疫苗也是印度第二支本土開發的COVID-19疫苗。

### 最大公司

#### 按市值計算
印度市值排名前10大的上市製藥公司如下（截至2024年5月）：
| 排名 | 公司名稱      | 市值 (2024年5月)            |
| ---- | ------------- | --------------------------- |
| 1    | 太陽製藥      | 36,645.6億盧比（430億美元） |
| 2    | Cipla         | 11,351.5億盧比（130億美元） |
| 3    | 瑞迪實驗室    | 10,316.1億盧比（120億美元） |
| 4    | 迪維氏實驗室  | 10,036.6億盧比（120億美元） |
| 5    | Zydus生命科學 | 9,795.8億盧比（110億美元）  |
| 6    | Torrent製藥   | 8,970.4億盧比（100億美元）  |
| 7    | 人類製藥      | 8,793.9億盧比（100億美元）  |
| 8    | 魯賓製藥      | 7,467億盧比（87億美元）     |
| 9    | Aurobindo製藥 | 6,783.7億盧比（79億美元）   |
| 10   | Alkem實驗室   | 6,247.2億盧比（73億美元）   |

根據2023年的估值，印度排名前5大的私營製藥公司為：
| 排名 | 公司名稱                                 | 估值 (2023)               |
| ---- | ---------------------------------------- | ------------------------- |
| 1    | 印度血清研究所                           | 19,230億盧比（220億美元） |
| 2    | Intas製藥                                | 6,190億盧比（72億美元）   |
| 3    | Macleods製藥（Macleods Pharmaceuticals） | 4,170億盧比（49億美元）   |
| 4    | Hetero實驗室                             | 2,410億盧比（28億美元）   |
| 5    | Aristo製藥（Aristo Pharma）              | 2,300億盧比（27億美元）   |

#### 依據在印度銷售金額排名在前的跨國製藥公司
以下是根據在印度的銷售、行銷和業務運作而排名的跨國製藥公司：
| 1. 輝瑞製藥 2. 葛蘭素史克製藥 3. 賽諾菲製藥 4. 默克製藥 5. 嬌生公司 6. 安進製藥 7. 諾華製藥 8. 羅氏製藥 | 1. 必治妥施貴寶製藥 2. 禮來公司 3. 亞培製藥 4. 武田藥品工業 5. 百靈佳殷格翰製藥 6. 安斯泰來製藥 |

## 出口
印度藥品出口呈現顯著的增長趨勢，從2006-07年度的62.3億美元攀升至2008-09年度的87億美元，複合年增長率為21.25%。
到2014年，印度的藥品出口總額已達到117億美元。在2017-18年度，出口額進一步增至172.7億美元，並預計將持續成長，有望在2020年達到200億美元，屆時印度將佔全球藥品出口總額的40%。以下10國是印度藥品出口的主要市場，佔比達56.5%。
| 排名 | 國家     | 金額 (美元百萬元) | 佔比  |
| ---- | -------- | ----------------- | ----- |
| 1    | 美國     | $3800             | 32.9% |
| 2    | 南非     | $461.1            | 3.9%  |
| 3    | 俄羅斯   | $447.9            | 3.8%  |
| 4    | 英國     | $444.9            | 3.8%  |
| 5    | 奈及利亞 | $385.4            | 3.3%  |
| 6    | 肯亞     | $233.9            | 2%    |
| 7    | 坦桑尼亞 | $225.2            | 1.9%  |
| 8    | 巴西     | $212.7            | 1.8%  |
| 9    | 澳大利亞 | $182.1            | 1.6%  |
| 10   | 德國     | $178.8            | 1.5%  |

## 爭議

### 醜聞
在2022年，印度兩家製藥公司生產的止咳糖漿被發現含有毒性，並與甘比亞70名兒童以及烏茲別克斯坦19名兒童的死亡直接相關。WHO發佈的報告顯示這些止咳糖漿中二甘醇的含量嚴重超標。
WHO於2022年10月5日針對甘比亞共和國發佈一項醫療產品警報，指出該國69名兒童出現急性腎損傷和死亡案例。涉及的藥品有4種：異丙嗪口服溶液、Kofexmalin嬰兒止咳糖漿、Makoff嬰兒止咳糖漿和Magrip N感冒糖漿。經查，這些藥品均由印度Maiden Pharmaceuticals Limited公司生產。WHO稱在對相關批次進行抽樣和實驗室分析後，發現這些產品中含有"不可接受含量"的二甘醇，而發佈醫療警報。WHO並警告，雖然這些產品是在甘比亞被發現，但可能已通過非正規途徑出口至其他國家。

### 專利
有人認為，製藥產業在藥廠撤回專利挑戰方面受到的審查不夠嚴格。吉利德科學公司在印度對治療C型肝炎藥品索磷布韋的專利申請案，即為一個例證。
索磷布韋（商品名Sovaldi）在美國的訂價極高，每顆藥丸要價1,000美元，因此患者權益組織一直呼籲取消其專利，以促進藥品能以可負擔的價格購得。而印度的專利法賦予第三方質疑待批專利的權利。據報導Natco製藥正是利用法律框架，於2014年向專利局提出針對索磷布韋的"授予前異議"。然而Natco製藥在與吉利德科學公司達成自願授權協議後的一個月，卻撤回這項專利挑戰。
印度專利局在2015年曾因吉利德科學公司的C型肝炎藥品配方缺乏顯著改進而駁回其專利申請。但經過吉利德的上訴，於新德里的印度專利局最終批准該藥品的專利。吉利德科學公司於獲得專利獨佔權後，表示該專利不會限制藥品的供應，並已與印度學名藥廠達成自願授權協議以進行分銷。
一種說法認為，由於邁蘭製藥是Natco製藥的重要客戶，因此可能對Natco製藥施加影響，並在協議的達成過程中扮演某種"中間人"的角色。但邁蘭公司本身則否認"中間人"（或"促成”）這種說法。

### 產品品質
印度製藥產業曾因數據完整性問題受到關注。美國FDA在2015年至2017年間向多家印度藥廠發出警告信，共計31封，指出其存在嚴重的數據問題，包括刪除、竄改甚至捏造藥品測試結果。
然而，關於偽藥的來源，根據北美製藥產業的商業和技術評論刊物 - Pharmaceutical Outsourcing - 於2012年刊出的報告，指出全球75%的偽藥與印度有關，埃及和中國分別佔有7%和6%。與此形成對比的是，印度藥品監管機構 印度中央藥品標準控制組織（CDSCO）在2009年進行的全國抽查顯示，在24,000個樣本中，僅有0.046%被判定為偽劣。於2017年進行的類似調查則發現有3.16%的抽樣藥品不符合標準，而偽藥的比例為0.0245%。